# ۵۲۴ (پیش از میلاد)
۵۲۴ (پیش از میلاد) ۵۲۴مین سال قبل از تقویم میلادی است.